# Vicia sojakii
Vicia sojakii är en ärtväxtart som beskrevs av Chrtkova. Vicia sojakii ingår i släktet vickrar, och familjen ärtväxter. Inga underarter finns listade i Catalogue of Life.